# Die Helden von Bern
Die Helden von Bern nennt sich ein Brickfilm dreier Studenten der Fachhochschule Offenburg aus dem Jahr 2002. Es handelt sich dabei um eine 11-minütige Animation mit Lego-Figuren der Höhepunkte des Endspiels der Fußball-Weltmeisterschaft 1954.

## Inhalt
1954 reist die deutsche Fußballnationalmannschaft als absoluter Außenseiter zur Weltmeisterschaft in die Schweiz. Durch Sepp Herbergers taktische Meisterleistungen und eine überragende Form der Elf um Kapitän Fritz Walter erreicht das deutsche Team das Endspiel. Dort müssen sie sich mit den seit vier Jahren ungeschlagenen Ungarn messen. Das legendäre Finalspiel ist Gegenstand des Animationsfilms, der dieses historische Ereignis aus einer ganz besonderen Sichtweise betrachtet. Den Kommentar spricht Herbert Zimmermann.

## Die Macher
Im Jahr 2002 erstellten die drei Studenten Florian Plag, Martin Seibert und Ingo Steidl als Semesterarbeit den Animationsfilm „Die Helden von Bern“. Im Rahmen des Animationslabor fertigten sie eine Lego-Animation an, die sie mit dem Kommentar von Herbert Zimmermann unterlegten.

## Kino
Um die alte Tradition des Kurzfilms wieder aufleben zulassen, führten die Verantwortlichen einen nicht-kommerziellen Kinostart im Jahr 2003 durch. Dank einiger Sponsoren konnte eine Ausbelichtung auf 35-mm-Film realisiert werden. Davon wurde eine Vielzahl an Kopien gezogen, die bundesweit in ausgewählten Kinos gezeigt wurden.